# Cuvier (cráter)
Cuvier es un cráter de impacto situado en la parte sur de la cara visible de la Luna. Se inserta en el lado este-sureste de la inusual formación del cráter Heraclitus. Al noreste aparece el cráter Clairaut.
|  |

El brocal de este cráter se ha desgastado y erosionado por impactos posteriores, dejando una pared exterior redondeada y considerablemente reducida. Hay una pareja de pequeños pero notables cráteres que atraviesan el borde en su lado norte, y otros dos cráteres más pequeños situados al este y al sur del contorno. También hay varios pequeños cráteres que se extienden a través del borde hacia el norte-noroeste. Cuando el borde se une al de Heráclito, se produce una ligera protuberancia hacia el interior de la pared, produciéndose un tramo corto donde el borde aparece ligeramente más plano.
El suelo interior es prácticamente plano y casi sin rasgos distintivos, con gran parte de la planta que parece haberse regenerado por flujos de lava posteriores. Esta superficie no posee el característico albedo bajo del mar lunar, coincidente con el color del terreno circundante. En su lugar, el suelo está marcado por rastros débiles de los materiales de un sistema de marcas radiales procedentes de otro lugar.

## Cráteres satélite
Por convención estos elementos son identificados en los mapas lunares poniendo la letra en el lado del punto medio del cráter que está más cerca de Cuvier.
|        | \| Cuvier \| Coordenadas \| Diámetro \| \| ------ \| ----------------------------- \| -------- \| \| A \| 52°24′S 12°00′E / -52.4, 12.0 \| 18 km \| \| B \| 51°42′S 13°48′E / -51.7, 13.8 \| 17 km \| \| C \| 49°54′S 11°42′E / -49.9, 11.7 \| 9 km \| \| D \| 51°18′S 7°48′E / -51.3, 7.8 \| 17 km \| \| E \| 52°18′S 12°54′E / -52.3, 12.9 \| 19 km \| \| F \| 52°12′S 11°12′E / -52.2, 11.2 \| 16 km \| \| G \| 50°48′S 7°30′E / -50.8, 7.5 \| 8 km \| \| H \| 48°36′S 8°30′E / -48.6, 8.5 \| 10 km \| \| J \| 49°18′S 8°48′E / -49.3, 8.8 \| 6 km \| \| K \| 52°12′S 10°00′E / -52.2, 10.0 \| 8 km \| \| L \| 48°54′S 9°48′E / -48.9, 9.8 \| 13 km \| \| M \| 53°18′S 10°54′E / -53.3, 10.9 \| 6 km \| \| N \| 53°24′S 12°06′E / -53.4, 12.1 \| 4 km \| \| O \| 51°36′S 12°06′E / -51.6, 12.1 \| 10 km \| \| P \| 50°00′S 12°42′E / -50.0, 12.7 \| 11 km \| \| Q \| 51°36′S 10°36′E / -51.6, 10.6 \| 13 km \| \| R \| 51°00′S 13°06′E / -51.0, 13.1 \| 7 km \| |          |
| Cuvier | Coordenadas | Diámetro |
| A      | 52°24′S 12°00′E / -52.4, 12.0 | 18 km    |
| B      | 51°42′S 13°48′E / -51.7, 13.8 | 17 km    |
| C      | 49°54′S 11°42′E / -49.9, 11.7 | 9 km     |
| D      | 51°18′S 7°48′E / -51.3, 7.8 | 17 km    |
| E      | 52°18′S 12°54′E / -52.3, 12.9 | 19 km    |
| F      | 52°12′S 11°12′E / -52.2, 11.2 | 16 km    |
| G      | 50°48′S 7°30′E / -50.8, 7.5 | 8 km     |
| H      | 48°36′S 8°30′E / -48.6, 8.5 | 10 km    |
| J      | 49°18′S 8°48′E / -49.3, 8.8 | 6 km     |
| K      | 52°12′S 10°00′E / -52.2, 10.0 | 8 km     |
| L      | 48°54′S 9°48′E / -48.9, 9.8 | 13 km    |
| M      | 53°18′S 10°54′E / -53.3, 10.9 | 6 km     |
| N      | 53°24′S 12°06′E / -53.4, 12.1 | 4 km     |
| O      | 51°36′S 12°06′E / -51.6, 12.1 | 10 km    |
| P      | 50°00′S 12°42′E / -50.0, 12.7 | 11 km    |
| Q      | 51°36′S 10°36′E / -51.6, 10.6 | 13 km    |
| R      | 51°00′S 13°06′E / -51.0, 13.1 | 7 km     |